# Renato Felizardo
 Renato dos Santos Felizardo (Belo Horizonte, 4 de julho de 1978)   é voleibolista brasileiro que na categoria juvenil possui duas medalhas de prata em Campeonato Mundial de Voleibol Masculino Sub-21, a primeira na Malásia em 1995 e a segunda em Manama em 1997. Pela seleção adulta entre outros importantes resultados estão: a  medalha de prata nos Jogos Pan-americanos de 1999 em Winnipeg  e medalha de bronze  na Liga Mundial de Voleibol de 1999 cuja fase final foi na em Mar del Plata.

## Carreira
Felizardo foi convocado para seleção brasileira desde as categorias de base, estava na seleção juvenil que se preparava para o Campeonato Sul-Americano de Voleibol Masculino Sub-21 disputado em Lima-Perú  de 1994 e conquistado pela seleção a medalha de ouro desta competição.
No ano seguinte estava na equipe que disputou o Campeonato Mundial de Voleibol Masculino Sub-21 da Malásia, conquistando medalha de prata, cuja preparação para o resultado deu-se ao lado  atletas: Alex Lenz, Gustavo Endres, Itápolis, André Heller, Giba, Léo, Ricardinho,  Royal, Manius Abbadi, Digão, Roim, Lilico, Rafinha, Dirceu, comandados por Percy Oncken e pelo técnico Antônio Marcos Lerbach.
No mesmo ano pela seleção adulta disputou os nos Pan de Mar del Plata e  não fez uma boa campanha obtendo apenas a sétima colocação. Em 1996 foi convocado pela seleção brasileira juvenil para disputar o Campeonato Sul-Americano de Voleibol Masculino Sub-21 sediado em Cali e conquistou a medalha de ouro; também pela seleção juvenil disputou o Campeonato Mundial de Voleibol Masculino Sub-21 de 1997 em Manama e novamente conquistou a medalha de prata e neste ano disputou pela seleção adulta  a Copa dos Campeões de Voleibol Masculino de 1997 com sede em Tóquio e conquista a medalha de ouro.
No ano de 1998 disputou a Liga Mundial cuja fase final foi sediada em Milão e terminou pela seleção adulta na  quinta posição. Em 1999 conquista a  medalha de prata nos Pan de Winnipeg defendendo a seleção brasileira adulta, neste ano também atuando pela seleção adulta disputou a Liga Mundial de Voleibol cuja fase final foi em Mar del Plata e conquistando a medalha de bronze.
Pela equipe da Ulbra  conquistou o título na 'temporada 2002-03' da Superliga..Na temporada seguinte conquistou o vice-campeonato também pela Ulbra/SPFC.Em 2004 contribuiu com a seleção brasileira  em mais uma edição da 'Liga Mundial'  que avançou a fase final sediada em Roma e sagrando-se a campeã deste ano; estava na edição seguinte e conquista o bicampeonato da competição, cuja fase final foi em Belgrado.
Felizardo teve passagens em muitos clubes brasileiros, várias temporadas no voleibol italiano e também passou pelo voleibol portorriquenho, entre seus principais resultados por clubes, temos:  em 2009 foi campeão da 'Copa Santa Catarina',  vice do 'Desafio Globo Minas' e vice-campeão Mineiro. Em três temporadas  dos cinco anos  que atuou nos clubes italianos, foi selecionado para jogar 'All Star Game'.
Na temporada 2008-09 pelo 'Perugia', terminou o último campeonato italiano como o segundo melhor atacante, tendo 59,58% de eficiência, figurou como o segundo brasileiro a marcar mais pontos na Itália, cuja marca foi 1.490 pontos.Pela equipe do Sada Cruzeiro foi quarto lugar na 'Superliga 2009-10' e foi o sétimo melhor bloqueio e em 2009 no Campeonato Sul-Americano de Clubes de Voleibol Masculino conquistou a medalha de bronze, quando o pódio foi todo brasileiro. Recentemente acertou com o  'Moda Maringá-PR' para disputar a 'Superliga 2013/2014', cujo projeto foi encabeçado pelo Ricardinho e cujo treinador será Douglas Chiarotti.

## Clubes
| Clube                       | País       | De   | Até  |
| Minas Tênis Clube           | Brasil     | 1994 | 1998 |
| Telepar Maringá             | Brasil     | 1998 | 1999 |
| Olympikus                   | Brasil     | 1999 | 2000 |
| Unisul Santa Catarina       | Brasil     | 2000 | 2001 |
| Ulbra                       | Brasil     | 2001 | 2004 |
| Tonno Callipo Vibo Valentia | Itália     | 2004 | 2005 |
| Gigantes Carolina           | Porto Rico | 2005 | 2005 |
| Tonno Callipo Vibo Valentia | Itália     | 2005 | 2006 |
| Gigantes Carolina           | Porto Rico | 2006 | 2006 |
| Prisma Taranto              | Itália     | 2006 | 2007 |
| Brebanca Lannutti Cuneo     | Itália     | 2007 | 2008 |
| Rpa-Luigibacchi.It Perugia  | Itália     | 2008 | 2009 |
| Sada Cruzeiro               | Brasil     | 2009 | 2011 |
| Cimed/ Sky                  | Brasil     | 2011 | 2012 |
| Floripa E. C.               | Brasil     | 2012 | 2013 |
| Moda Maringá                | Brasil     | 2013 | 2014 |

## Títulos
- 2009-10- 4º  lugar na Superliga [8]
- 2009-10- Campeão da Copa Santa Catarina[8]
- 2009- Vice-campeão Desafio Globo Minas[8]
- 2009- Vice-campeão Mineiro[8]
- 2008-09- 4º lugar da Liga Italiana A1[11]
- 2005-06- Vice-campeão da Supercopa da Itália[12]
- 2004-05- Vice-campeão da Supercopa da Itália[12]
- 2003-04- Vice-campeão da Superliga [8]
- 2002-03- Campeão da Superliga[5]
- 1998- 5º lugar na Liga Mundial(Milão,  Itália)[4]

## Premiações Individuais
- 2009-10-  Sétimo Melhor Bloqueio da Superliga[8]
- 2008-09-  Segundo Melhor Atacante da Liga Italiana[8]
- 1996-     Melhor Bloqueio do Campeonato Sul-Americano de Voleibol Masculino Sub-21[13]